# Liste der israelischen Botschafter in Mexiko
Die Liste der israelischen Botschafter in Mexiko bietet einen Überblick über die Leiter der israelischen diplomatischen Vertretung in Mexiko seit der Aufnahme diplomatischer Beziehungen bis heute.

## Botschafter
| Amtszeit    | Name                 | Anmerkung |
| ----------- | -------------------- | --------- |
| 1953 – 1956 | Yossef Keisari       | Gesandter |
| 1956 – 1959 | David Shaltiel       |           |
| 1960 – 1963 | Mordekhai Shneeron   |           |
| 1963 – 1964 | Simscha Pratt        |           |
| 1964 – 1968 | Shimshon Arad        |           |
| 1968 – 1971 | Abraham Darom        |           |
| 1971 – 1974 | Schlomo Argov        |           |
| 1974 – 1977 | Hanan Aynor          |           |
| 1977 – 1981 | Saul Rosolio         |           |
| 1981 – 1983 | Israel Gur Arieh     |           |
| 1983 – 1987 | Mosche Arad          |           |
| 1987 – 1991 | Dov Schmorak         |           |
| 1991 – 1995 | David Tourgeman      |           |
| 1995 – 2001 | Moshe Melamed        |           |
| 2001 – 2003 | Yosef Amihud         |           |
| 2003 – 2006 | David Dadonn         |           |
| 2006 – 2010 | Yosef Livne          |           |
| 2010 – 2015 | Rodica Radian-Gordon |           |
| 2015 –      | Jonathan Peled       |           |